# 羅伯特·約翰·瑟維斯
羅伯特·約翰·瑟維斯（Robert John Service  1947年10月29日—）英国历史学家、学者。写作内容主要涉及苏联历史，曾担任牛津大学俄罗斯历史教授，牛津大学圣安东尼学院研究员、斯坦福大学胡佛研究所高级研究员。知名著作包括列宁、托洛茨基、斯大林的传记。

## 生平
瑟維斯在剑桥大学国王学院就读本科，并学习俄语和古典希腊语。他在埃塞克斯大学和列宁格勒大学读研究生，并在基尔大学和斯拉夫和东欧研究学院任教，于1998年加入牛津大学。
1986年至1995年间，瑟維斯出版了三卷本《弗拉基米尔-列宁传》。他写了几部关于20世纪俄罗斯的一般历史作品，包括《20世纪俄罗斯史》。他出版了关于三位最重要的布尔什维克领导人的三部曲传记。列宁（2000）、斯大林（2004）和托洛茨基（2009）。
他的托洛茨基传记受到了其胡佛研究所同事Bertrand Mark Patenaude在《美国历史评论》的评论中的强烈批评。Patenaude在评论瑟維斯的书和托洛茨基主义者David North的反驳（In Defence of Leon Trotsky）时，指责瑟維斯犯了几十个事实错误，歪曲了证据，"没有认真研究托洛茨基的政治思想"。瑟維斯回应说，该书的事实错误不大，Patenaude自己关于托洛茨基的书把他描述成一个 "高贵的烈士"。该书受到德国共产主义历史学家赫尔曼-韦伯的批评，他领导了一场运动，阻止苏尔坎普出版社在德国出版该书。14位历史学家和社会学家签署了一封致出版社的信。信中列举了 "大量的事实错误"，Service谈到托洛茨基的犹太血统的段落的 "令人厌恶的内涵"，暗指他反犹太主义，以及瑟維斯为了诋毁托洛茨基而采用 "与斯大林主义宣传有关的公式"。 Suhrkamp在2012年2月宣布，它将在2012年7月出版瑟維斯的《托洛茨基》德文译本。 该书在2009年的出版年度获得了达夫-库珀奖。